# Ralph Manza
Ralph Manza (* 1. Dezember 1921 in San Francisco, Kalifornien; † 31. Januar 2000 in Encinitas, Kalifornien) war ein US-amerikanischer Schauspieler.

## Leben
Manza studierte an der University of California, Berkeley, als er zum Wehrdienst im Zweiten Weltkrieg eingezogen wurde. Während seines Wehrdienstes als Sanitäter entdeckte er seine Leidenschaft für das Schauspiel und begann eine Karriere als Charakterschauspieler in kleinen Rollen ab Mitte der 1950er Jahre. Zunächst spielte er in Film und Fernsehen nur untergeordnete Nebenrollen, teilweise ohne Namensnennung im Abspann, wie beispielsweise in Die Bestie und Duell im Atlantik.
Erstmals auf sich aufmerksam machen konnte Manza 1959 als einer der Hauptdarsteller der von Jack Webb produzierten Krimiserie The D.A.'s Man. Die NBC-Serie wurde jedoch nach der ersten Staffel mit 26 Folgen abgesetzt. Zwischen 1963 und 1965 war er in der wiederkehrenden Rolle des Mike Costello in der Seifenoper General Hospital zu sehen. Das deutschsprachige Publikum konnte ihn ab 1973 in der auf ARD ausgestrahlten Krimiserie Banacek als Chauffeur Jay Drury an der Seite von George Peppard sehen. 1978 erhielt Manza erneut eine Serienhauptrolle; die für einen Emmy nominierte Krankenhausserie A.E.S. Hudson Street wurde allerdings nach nur fünf produzierten Episoden eingestellt. Von 1985 bis 1990 spielte er die wiederkehrende Rolle des Bud in der Sitcom Newhart.
Wenngleich seine Filmrollen zumeist sehr kurz waren, findet sich eine Rolle, die Filmfreunden in Erinnerung geblieben sein kann. In Roland Emmerichs Science-Fiction-Horror-Thriller Godzilla aus dem Jahr 1998 spielte er einen einsamen Fischer, der auf dem Pier einen Fisch zu fangen hofft. Sein großer Fang erweist sich dann jedoch als aus dem Ozean aufsteigender Godzilla. Die Szene wurde zudem als erster Filmtrailer verwendet.
Sein Schaffen umfasst mehr als 175 Film- und Fernsehproduktionen, zuletzt trat er im Jahr 2000 als Schauspieler in Erscheinung.
Manza starb im Krankenhaus an den Folgen eines Herzinfarkts, den er drei Wochen zuvor während Aufnahmen zu einem Budweiser-Werbespot erlitten hatte. Er hinterließ seine Frau, mit der er 52 Jahre verheiratet war, sowie vier Kinder und drei Enkelkinder.

## Filmografie (Auswahl)

### Film
- 1956: Die Bestie (While the City Sleeps)
- 1957: Duell im Atlantik (The Enemy Below)
- 1962: Ein Hauch von Nerz (That Touch of Mink)
- 1964: Die Frau seines Herzens (Dear Heart)
- 1964: Prinzgemahl im Weißen Haus (Kisses for My President)
- 1966: Was hast du denn im Krieg gemacht, Pappi? (What Did You Do in the War, Daddy?)
- 1973: Treffpunkt Central Park (Cops and Robbers)
- 1978: Die Katze aus dem Weltraum (The Cat from Outer Space)
- 1979: Liebe auf den ersten Biss (Love at First Bite)
- 1984: Das Philadelphia Experiment (The Philadelphia Experiment)
- 1995: Schnappt Shorty (Get Shorty)
- 1998: Godzilla

### Fernsehen
- 1956: Alfred Hitchcock präsentiert (Alfred Hitchcock Presents)
- 1960: Sugarfoot
- 1968: Rauchende Colts (Gunsmoke)
- 1970: High Chaparral (The High Chaparral)
- 1972–1974: Banacek
- 1976: Serpico
- 1981: Simon & Simon
- 1983: Hart aber herzlich (Hart to Hart, Fernsehserie, Folge Original oder Fälschung?)
- 1985: Agentin mit Herz (Scarecrow and Mrs. King)
- 1985–1990: Newhart
- 1986: Ein Engel auf Erden (Highway to Heaven)
- 1991: Der Prinz von Bel-Air (The Fresh Prince of Bel-Air)
- 1993: Seinfeld
- 1994: Die Nanny (Everybody Needs a Bubby)
- 1995: Hör mal, wer da hämmert (Home Improvement)
- 1998: Charmed – Zauberhafte Hexen (Charmed)